# Helicina (sous-ordre)
Sous-ordre
Synonymes
Sigmurethra
Les Helicina sont un sous-ordre de mollusques gastéropodes terrestres.

## Liste des taxons de rangs inférieurss

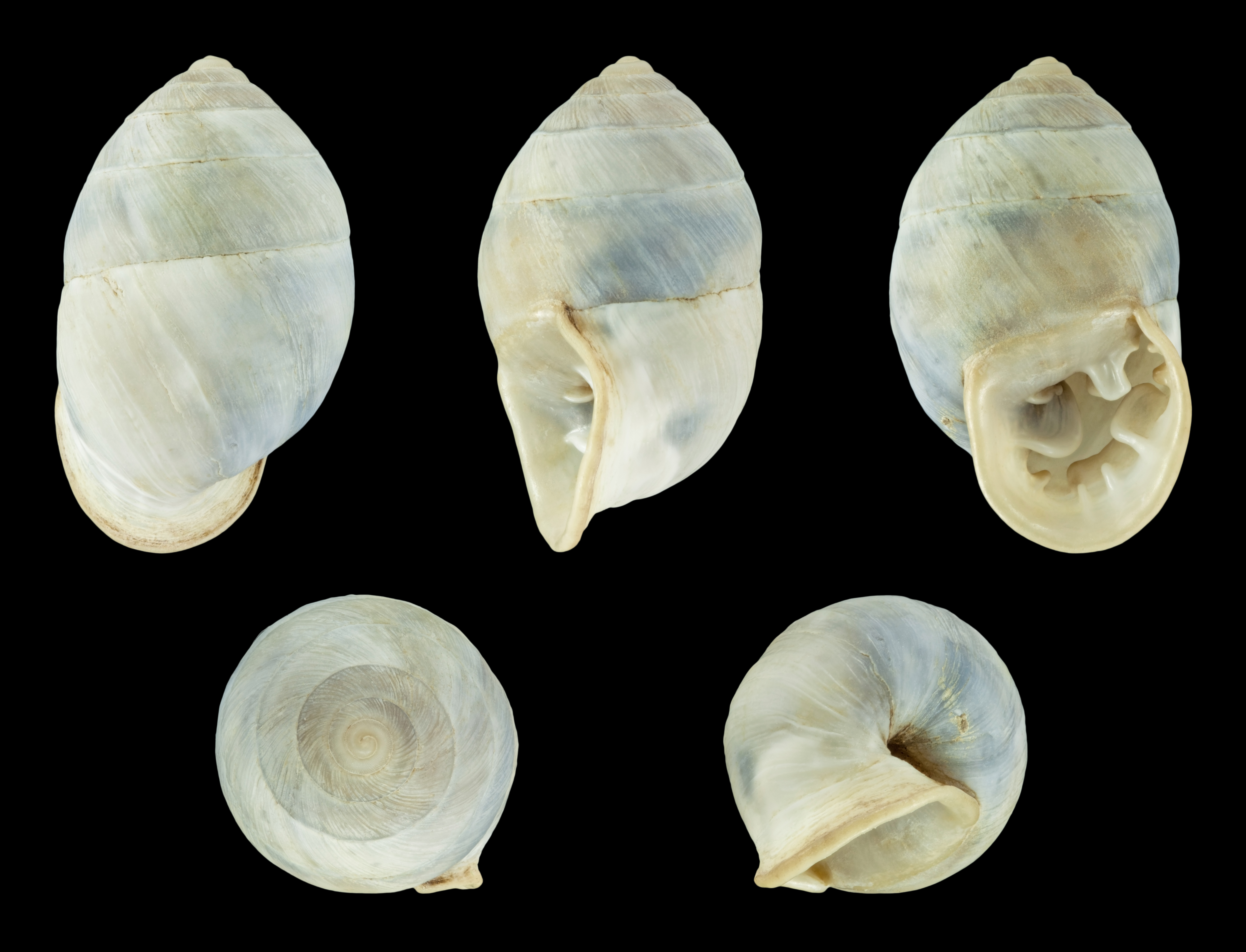
Plagiodontes daedaleus, des Odontostomidae, des Orthalicoidea, des Orthalicoidei, des Helicina. Longueur 2,1cm, origine dans la province de Córdoba (Argentine)..

Selon World Register of Marine Species (12 octobre 2019), il y a 10 infra-ordres et des super-familles non-assignées:
- Arionoidei
- Clausilioidei
- Helicoidei
- Limacoidei
- Oleacinoidei
- Orthalicoidei
- Pupilloidei
- Rhytidoidei
- Succineoidei
- Helicina non-assignés:
  - Coelociontoidea
  - Papillodermatoidea
  - Plectopyloidea
  - Punctoidea
  - Testacelloidea
  - Urocoptoidea